# Plaucheville, Louisiana
Plaucheville, Louisiana (енгл. Plaucheville) град је у америчкој савезној држави Луизијана.

## Демографија
По попису из 2010. године број становника је 248, што је 33 (-11,7%) становника мање него 2000. године.
| Група             | 2000.       | 2010.       |
| Белци             | 272 (96,8%) | 228 (91,9%) |
| Афроамериканци    | 6 (2,1%)    | 2 (0,8%)    |
| Азијати           | 0 (0,0%)    | 1 (0,4%)    |
| Хиспаноамериканци | 2 (0,7%)    | 4 (1,6%)    |
| Укупно            | 281         | 248         |